# Echium triste
Echium triste là loài thực vật có hoa trong họ Mồ hôi. Loài này được Svent. mô tả khoa học đầu tiên năm 1960.